# Wedgewood
Wedgewood és una concentració de població designada pel cens dels Estats Units a l'estat de Carolina del Sud. Segons el cens del 2000 tenia 1.544 habitants.

## Demografia
Segons el cens del 2000, Wedgewood tenia 1.544 habitants, 547 habitatges i 410 famílies. La densitat de població era de 70,7 habitants/km².
Dels 547 habitatges en un 39,7% hi vivien nens de menys de 18 anys, en un 56,7% hi vivien parelles casades, en un 12,6% dones solteres, i en un 25% no eren unitats familiars. En el 19% dels habitatges hi vivien persones soles el 2,9% de les quals corresponia a persones de 65 anys o més que vivien soles. El nombre mitjà de persones vivint en cada habitatge era de 2,82 i el nombre mitjà de persones que vivien en cada família era de 3,24.
Per edats la població es repartia de la següent manera: un 30,4% tenia menys de 18 anys, un 9,9% entre 18 i 24, un 34,3% entre 25 i 44, un 19,6% de 45 a 60 i un 5,8% 65 anys o més.
L'edat mediana era de 32 anys. Per cada 100 dones de 18 o més anys hi havia 100 homes.
La renda mediana per habitatge era de 38.333 $ i la renda mediana per família de 40.598 $. Els homes tenien una renda mediana de 28.625 $ mentre que les dones 20.192 $. La renda per capita de la població era de 13.834 $. Entorn del 9,4% de les famílies i el 14% de la població estaven per davall del llindar de pobresa.

## Poblacions més properes
El següent diagrama mostra les poblacions més properes.